# Новосінна вулиця (Житомир)
Новосінна вулиця — вулиця в Богунському районі міста Житомира.     

## Характеристики

### Розташування
Розташована у північно-західній частині міста. Бере початок з 3-го Колективного провулка, прямує на схід завершуючись на перехресті з вулицями Перемоги й Домбровського.             
Вулиця перетинається з вулицею Чехова, Метеорологічним провулком, вулицею Котляревського, Виробничим, 1-м Ливарним провулками.     

### Транспорт
На ділянці між вулицями Перемоги й Чехова курсують тролейбус та маршрутні таксі.     

### Забудова
Переважає садибна житлова, що на ділянці між вулицею Перемоги й Метеорологічним провулком формувалася до Другої світової війни; забудова садибами ділянки від 3-го Колективного провулка до Метеорологічного провулка сформувалася протягом 1950-1960-х років.      

### Установи
№ 24  — Державне підприємство «Житомирстандартметрологія».

## Історія
Новосінна вулиця запроєктована згідно з Генеральним планом середини XIX століття як вулиця Сінна. Вулиця Сінна була запроєктована від Луцької вулиці (проєктної) на заході до Східної вулиці на сході. Нинішня Новосінна вулиця згідно з проєктом являла собою західний відрізок Сінної вулиці.
Станом на середину XIX століття за місцерозташуванням вулиці знаходилися присадибні ділянки Саноцького провулку, західніше — угіддя (рілля й сади).     
До 1950-х років Новосінна вулиця лишалася проєктною. Просуванню ділянки запроєктованої вулиці між нинішніми Метеорологічним провулком та вулицею Перемоги заважали існуючі садиби Метеорологічного провулка. На захід від Метеорологічного провулка, де мала продовжуватися проєктна Новосінна вулиця, розташовувалися сади й рілля, що займали значні площі між садибами Саноцького провулку та Руднянської вулиці.     
Новосінна вулиця почала формуватися у 1950-х роках, на ділянці між нинішніми 3-м Колективним провулком й Метеорологічним провулком, на вільних від забудови угіддях. До кінця 1960-х років забудова вулиці на цій ділянці переважно сформувалася.      
У 1957 році за новозбудованою вулицею закріплено назву Новосінна. Назва пояснюється тим, що вулиця формувалася назустріч Сінній вулиці. До 1995 року пролягала від 3-го Колективного провулка до Метеорологічного провулка. Існуючий квартал старої забудови між вулицями Перемоги й Чехова завадив продовженню Новосінної до вулиці Перемоги.     
У 1995 році Новосінну вулицю прорізано між Метеорологічним провулком та вулицею Перемоги. Існуючий на той час 3-й Метеорологічний провулок, що перетинав Новосінну вулицю, ліквідовано, а забудову 3-го Метеорологічного провулка переадресовано до Новосінної вулиці.     
Наприкінці 2016 року по Новосінній вулиці відкрито тролейбусну лінію у напрямку мікрорайону Хмільники, запроєктовану ще у 1980-х роках. З початку 2017 року по новозбудованій тролейбусній лінії почав курсувати тролейбус за маршрутом № 7, невдовзі додано маршрут № 8.